# Страницы прошлого
«Страницы прошлого» (груз. წარსულის გვერდები) — советский киноальманах 1964 года, снятый на киностудии «Грузия-фильм». Состоит из трёх новелл: «Микела» (реж. Эльдар Шенгелая), «Награда» (реж. Георгий Шенгелая), «Миха» (реж. Мераб Кокочашвили).
Премьера состоялась в мае 1965 года. Фильм посмотрели 2,9 млн зрителей.

## Микела

### Сюжет
Старый крестьянин теряет всех своих близких и стремившегося защитить своего внука от несчастья. Он считал, что спасёт Спидону, если перенесёт свой дом, чтобы избежать «нечистой силы». Однако его действия привели к трагическим последствиям — мальчик умер, оставшись без защиты во время сильного ливня.

### В ролях
- Григорий Ткабладзе — Микела
- Капитон Абесадзе — священник
- Зинаида Кверенчхиладзе — Майя
- Манана Манагадзе — Эка
- Михаил Хвития — Спидона
- Варлам Цуладзе — Алекси

### Съёмочная группа
- Автор сценария, режиссёр: Эльдар Шенгелая
- Оператор: Александр Рехвиашвили
- Художник: Кристесиа Лебанидзе
- Композитор: Ираклий Геджадзе
- Звукооператор: Отар Гегечкори
- Директор картины: Сусана Кварацхелия

## Награда

### Сюжет
Молодой солдат Георгий случайно убивает рабочего во время столкновения на железнодорожной станции. Вместо наказания, начальство награждает его золотой монетой, но это лишь усиливает его чувство вины. Георгий не может простить себя за совершённое преступление и пытается оправдаться перед матерью убитого. В итоге, он бросает винтовку и бежит из казармы в отчаянии.

### В ролях
- Гиви Берикашвили — Пето
- Бондо Гогинава — Георгий
- Коте Даушвили — офицер
- Кахи Кавсадзе — рабочий
- Александр Лордкипанидзе — офицер
- Леван Пилпани — рабочий
- Сесиль Такаишвили — мать
- Котэ Толорая — унтер-офицер

### Съёмочная группа
- Автор сценария, режиссёр: Георгий Шенгелая
- Оператор: Игорь Амасийский
- Художник: Алексей Макаров
- Композитор: Феликс Глонти
- Звукооператор: Михаил Нижарадзе
- Директор картины: Дж. Шарикадзе

## Миха

### Сюжет
Крестьянин Миха возвращается в своё родное село после службы в армии. Он обнаруживает, что его возлюбленную девушку Пепело отец собирается выдать замуж за богатого человека. Миха уговаривает Пепело сбежать с ним, и они прячутся в сарае на окраине села.
Крестьяне окружают сарай, стремясь заставить их покинуть его, но Миха и Пепело не сдаются. В процессе осады выясняется, что согласно старинному обычаю их нельзя разлучить. Таким образом, Миха и Пепело уезжают из деревни как законные муж и жена, покидая своих преследователей и начиная новую жизнь вместе.

### В ролях
- Зураб Капианидзе — Миха
- Манана Бахтадзе — Пепело
- Екатерина Верулашвили
- Ираклий Кокрашвили — родственник Сико
- Александре Купрашвили — священник
- Автандил Махарадзе — Сико
- Михаил Чубинидзе — Петре
- Гиви Джаджанидзе — эпизод

### Съёмочная группа
- Автор сценария, режиссёр: Мераб Кокочашвили
- Оператор: Георгий Герсамия
- Художник: Василий Арабидзе
- Композитор: Нодар Мамисашвили
- Звукооператор: Э. Масс
- Директор картины: Г. Сванели

## Русский дубляж
Фильм был дублирован Центральной студией киноактёра «Мосфильм».
- Режиссёр дубляжа: Борис Кордунов
- Звукооператор: Нинель Калениченко

### Роли дублировали
- Константин Тыртов — Микела
- Мария Кремнёва — Майя
- О. Солодухов — Спидона
- Александра Панова — мать
- Всеволод Сафонов — Георгий
- Анатолий Соловьёв — Миха
- Яков Беленький — Петре
- Людмила Давыдова — Пепело